# لوری هنری
لوری هنری (انگلیسی: Lori Henry؛ زادهٔ ۲۰ مارس ۱۹۶۶) بازیکن فوتبال اهل ایالات متحده آمریکا است.

## تیم ملی
وی همچنین در تیم ملی فوتبال زنان ایالات متحده آمریکا بازی کرده‌است.

## افتخارات
وی برندهٔ مدال طلا جام جهانی فوتبال زنان ۱۹۹۱ شده‌است.